# Lothar Pöhlitz
Lothar Pöhlitz (* 1935) ist ein deutscher Sportwissenschaftler und Leichtathletiktrainer.

## Leben
Der gebürtig aus Sachsen-Anhalt stammende Pöhlitz studierte an der Deutschen Hochschule für Körperkultur (DHfK) in Leipzig, seine Diplomarbeit (Titel: Eine Analyse des Trainingssystems in den Kinder- und Jugendabteilungen einiger Sportklubs der DDR und Vorschläge zur Verbesserung der Arbeit) schloss er 1957 ab.
Von 1957 bis 1959 hatte er eine Trainerstelle bei der BSG Post Karl-Marx-Stadt inne, von 1959 bis 1971 war er Trainer beim SC Chemie Halle sowie von 1971 bis 1979 am Wissenschaftlichen Zentrum des DVfL Leiter des Bereichs Lauf-Trainingsmethodik. Er befasste sich in Aufsätzen, die in der Fachzeitschrift Theorie und Praxis des Leistungssports veröffentlicht wurden, unter anderem mit den Themenbereichen Leistungsentwicklung sowie Leichtathletiktraining im Mittel- und Langstreckenlauf. Seine Ehefrau Waltraud (geborene Kaufmann) wurde 1962 in Belgrad Zweite der Europameisterschaft über 800 Meter sowie DDR-Meisterin über 800 und 1500 Meter.
Pöhlitz setzte sich am 5. August 1979 beim Europapokal im italienischen Turin von der Mannschaft der Deutschen Demokratischen Republik ab und wurde in der bundesdeutschen Botschaft in Rom vorstellig, die ihm empfahl, in die Bundesrepublik Deutschland zu reisen. Seine Ehefrau Waltraud verblieb in der DDR. Pöhlitz versuchte im Jahr 1984 zusammen mit anderen Trainern und Ärzten, die aus der DDR in die Bundesrepublik Deutschland geflohen waren, die Ausreise seiner Frau zu erzwingen. Die Familienzusammenführung erfolgte schließlich im Dezember 1984.
Von 1979 bis 1985 war Pöhlitz Trainer für die Sprintdisziplinen beim TSV Bayer 04 Leverkusen. Von 1980 bis 1998 war er DLV-Bundestrainer im Bereich Lauf. In diesem Amt nahm er an den Olympischen Sommerspielen 1984, 1988 und 1996 teil. Des Weiteren war er Koordinator am Olympiastützpunkt in Dortmund. Zwischen 2014 und 2018 wirkte er als Trainer des in Bergisch Gladbach ansässigen Vereins Rhein-Berg Runners, baute unter anderem eine Jugendabteilung auf und wurde 2018 zum Ehrenmitglied ernannt. In der Lehre war Pöhlitz jahrelang als Ausbilder an der Trainerakademie Köln sowie in Vereinen und Verbänden tätig. Wie in der DDR veröffentlichte er auch in der BRD und später in Gesamtdeutschland seine Erkenntnisse zum Leichtathletiktraining in Fachzeitschriften, darunter Leichtathletik-Magazin, Leistungssport sowie New studies in athletics (englischsprachig).
Pöhlitz gründete 2006 die Internetplattform Leichtathletik Coaching Academy und leitete diese bis 2020. Gemeinsam mit Jörg Valentin veröffentlichte er 2015 das Lehrbuch Trainingspraxis Laufen. Die Fortsetzung des Werkes mit Hinwendung zum Schüler- und Nachwuchsleistungstraining erschien 2016.